# Xenomorfo
Lo xenomorfo (dal greco ξένος, xènos, "straniero" o "strano", e μορφḕ, morphē, "forma"), noto anche come Alien, è una specie immaginaria extraterrestre presente come principale antagonista sia nella serie di film Alien, sia nell'universo immaginario ad esso collegato. Esordì nel film Alien, diretto nel 1979 da Ridley Scott e comparve anche nei suoi sequel e prequel, oltre che di numerosi crossover (come nel media franchise Alien vs. Predator) e di diversi fumetti e videogiochi.
All'interno del ciclo di film, la forma di vita divenne oggetto d'interesse per la Weyland-Yutani, una società volta a ideare e produrre armi biologiche, divenendo così avversario della protagonista Ellen Ripley. Lo xenomorfo differisce dalle altre razze aliene per il fatto che non si tratta di una specie che ha sviluppato una tecnologia ma semplicemente un animale superpredatore che ha l'unico scopo di riprodursi. Liberamente ispirato da certe specie di vespe parassite, è un organismo eusociale, come le formiche o le api, governato da una regina affiancata da guerrieri e fuchi. Il suo ciclo vitale biologico consiste nel depositare una larva endoparassita in un ospite vivente che emergerà poi violentemente da questi dopo un breve periodo di sviluppo, per poi rapidamente diventare adulto. L'aspetto e il ciclo vitale dello xenomorfo, nell'arco delle sue apparizioni, ha subìto modifiche ed espansioni, a volte incoerenti.
L'aspetto venne ideato dall'artista svizzero H. R. Giger, ispirato a una sua litografia intitolata Necronom IV e perfezionata per il primo film della serie. La realizzazione materiale della testa del personaggio venne progettata e realizzata da Carlo Rambaldi. Nei film successivi, i costumi e meccanismi furono fabbricati dallo studio Stan Winston, e dalla Amalgamated Dynamics Inc. Inizialmente interpretato dall'artista grafico Bolaji Badejo in un costume composto di ossa e di parti meccaniche, lo xenomorfo adulto fu successivamente interpretato dallo stuntman Tom Woodruff Jr. nella maggior parte delle sue apparizioni posto in una tuta attillata di lattice. Nel film del 2017, Alien: Covenant, i cui effetti speciali furono opera della Moving Picture Company, gli xenomorfi furono rappresentati da attori attraverso il motion capture. Una creatura totalmente diversa appare nel sequel apocrifo italiano di Alien, Alien 2 - Sulla Terra, diretto nel 1980 da Ciro Ippolito.
Il personaggio ha avuto un notevole successo fra gli appassionati di fantascienza, apparendo in numerose liste dei miglior mostri cinematografici ed è stato oggetto di molteplici analisi filosofiche, essendo stato considerato simbolico dello stupro, del patriarcato, di malattie veneree, e persino dei Viet Cong.

## Caratterizzazione
(Harold Andrews)

### Origine
Prima della distribuzione della serie prequel diretta da Ridley Scott, l'origine del personaggio rimase ambigua. Scott stesso dichiarò che le aveva concepite come creature artificiali realizzate da un'altra razza aliena tecnologicamente avanzata per essere utilizzate come armi biologiche. Affermò poi in un'intervista che il relitto visto in Alien era un'astronave da battaglia e che il carico che stava trasportando - le uova aliene - erano essenzialmente armi da usare in una eventuale guerra batteriologica.
Il film Prometheus introdusse il cosiddetto "Chemical A0-3959X.91 – 15", un fluido creato in laboratorio capace di provocare mutazioni genetiche. La trasposizione letteraria del sequel, Alien: Covenant, esplora le caratteristiche del fluido più in dettaglio, descrivendolo come un virus dalla longevità sbalorditiva creato al fine di spopolare i pianeti da forme di vita indesiderate modificandone il DNA e costringendolo a dare nascita a una progenie ostile che eredita i suoi tratti fenotipici. In Prometheus, vengono introdotte alcune creature nate da questo fluido, tutti dai vaghi tratti xenomorfi, deliberatamente resi più pallidi e organici degli alieni visti in precedenza per enfatizzare il fatto che fossero i precursori degli xenomorfi propriamente detti.
In Alien: Covenant, viene svelato che il misantropico androide David 8, dopo aver usato il fluido per sterminare ogni forma di vita animale sul presunto pianeta d'origine degli Ingegneri, tenta di creare l'organismo "perfetto" usando il Chemical A0-3959X.91 – 15 su una specie indigena di vespa parassita. I primi risultati riusciti sono i cosiddetti "neomorfi", creature pallide generati dall'infezione di un essere umano da parte di spore rigurgitate da ovaie. In un'intervista con IGN, Scott dichiarò che il design dei Neomorfi fu basato parzialmente su quello dello squalo folletto, un lamniforme abissale dalla carnagione cadaverica con delle mascelle che fuoriescono dalla bocca quando si nutre. Rappresentati attraverso il motion capture, i movimenti frenetici dei Neomorfi furono ispirati da quelli delle mantidi e dei babbuini. Insoddisfatto da questi, l'androide usa il corpo dell'archeologa Elizabeth Shaw come incubatrice per le prime uova di Facehugger, creature che la trasposizione letteraria del film da parte di Alan Dean Foster rivela furono già stati progettati dagli Ingegneri. Scott spiegò come David fosse motivato nella sua creazione degli Xenomorfi per effetto sia dalla curiosità che dal disprezzo per i propri artefici umani, da lui considerati una specie moribonda indegna di esistere.

### Sangue e secrezioni
Il sangue dello Xenomorfo è un potentissimo acido capace di corrodere rapidamente qualsiasi sostanza con la quale viene a contatto. Oltre a fornire allo xenomorfo un efficace meccanismo di difesa, la funzione principale del fluido è di generare l'energia della creatura, negando allo Xenomorfo il bisogno di respirare e di nutrirsi. Questo conferisce alla creatura adulta la capacità di sopravvivere per brevi periodi nel vuoto dello spazio, e alle uova l'abilità di rimanere inattive ma in vita per anni. L'idea fu frutto dell'immaginazione dell'artista e sceneggiatore, Ron Cobb, che voleva rendere l'alieno impossibile da uccidere, e rischioso l'utilizzo di esplosivi o armi da fuoco contro di esso. Nel romanzo di Alien di Alan Dean Foster, viene ipotizzato che l'acido sia un fluido tenuto sotto pressione fra due strati di pelle invece che sangue vero e proprio. Nel documentario AVP2: Science of the Xenomorph, viene ipotizzato che il sangue potrebbe essere acido solforico, sia per la sua corrosività che per l'effetto tossico che ha sulla carne umana. È stato inoltre proposto che sia a base di fluoro, e che la creatura sia immune ai suoi effetti grazie a un isolamento a base di teflon, siccome il politetrafluoroetilene, essendo un composto di fluoro, resiste all'acido solforico. In Alien, il Facehugger ha la capacità di sputare acido per dissolvere il casco di un personaggio. Questa abilità viene raffigurata negli xenomorfi adulti in Alien³ e Alien - La clonazione, in cui le creature usano la loro saliva per accecare le vittime. Gli xenomorfi possono anche produrre una resina durevole che usano per immobilizzare le vittime e costruire i loro alveari. Salivano costantemente una melma trasparente; spesso, nei film, la scoperta di questa melma viene usata per aumentare la suspense di una scena.

### Ciclo vitale
Lo xenomorfo è un organismo eusociale con un sistema di casta governata da una regina. Inizia la sua vita come un uovo contenente una larva parassita denominato Facehugger, che si attacca sulla faccia di un ospite vivente. Il facehugger, utilizzando il corpo ospite, genera un Chestburster, una larva ibridata fra il genoma xenomorfo e quello della vittima. Dopo un breve periodo, il chestburster emerge violentemente dal torace dell'ospite e si sviluppa, attraverso una muta, in uno xenomorfo adulto, rimpiazzando le sue cellule con silicio polarizzato. Durante la sua crescita, a causa del trasferimento genico orizzontale, l'alieno eredita alcuni tratti dell'ospite, permettendogli di adattarsi all'ambiente. Alla fase adulta dello xenomorfo non è stato dato un nome ufficiale, sebbene i vari spin-off hanno usato la terminologia degli insetti eusociali, come "fuco", "guerriero", "operaio" e a volte "soldato".

#### Regina
Le regine sono i membri della specie dediti alla riproduzione. Vengono così chiamate, non solo per la loro esclusiva capacità di deporre le uova, ma anche perché sembrano in grado di controllare e dare ordini agli altri xenomorfi, almeno quelli dei quali sono madri. Sono molto più grosse degli xenomorfi adulti tipici, e sono fornite di quattro braccia, due delle quali molto ridotte. Le teste sono proporzionalmente più grandi di quelle degli altri Xenomorfi, e sono protette da un'enorme cresta appiattita simile ad una corona. Al contrario degli altri xenomorfi adulti, la bocca esterna della regina è articolata separatamente dal resto della testa, conferendole la capacità di posizionare le mascelle perpendicolarmente dal resto della testa. Quando depongono, sull'addome sono fornite anche di un enorme ovipositore, simile a quello di una termite regina e dal quale si staccano solo in casi eccezionali. Come gli altri xenomorfi, possono combattere usando la coda a mo' di lancia ed estroflettendo violentemente la lingua dalla bocca interna. Usano anche le braccia per afferrare e squarciare nemici di dimensioni inferiori alle loro. Forse per la loro stazza che le deve rendere molto pesanti, le regine si muovono più lentamente dei loro figli e non sembrano capaci di camminare su pareti e soffitti.
Nell'abbozzo originale di Alien, lo xenomorfo possedeva già un ciclo completo, utilizzando i corpi ancora vivi delle sue vittime per trasformarle in uova. La scena in cui questo accade fu però tagliata, lasciando l'origine delle uova nell'oscurità. Ciò permise al regista James Cameron di introdurre un concetto che aveva prima progettato in un copione intitolato Mother, in cui un enorme madre aliena avrebbe formato la base del ciclo vitale della specie. Cameron concepì la regina come un analogo mostruoso del ruolo materno del personaggio Ellen Ripley. A causa di questo, certi critici hanno notato somiglianze fra la regina e la madre di Grendel.
Il design della regina fu creato da Cameron in collaborazione con l'artista degli effetti speciali Stan Winston. La Winston Studio fabbricò un prototipo di schiuma prima di costruire una marionetta idraulica. La marionetta fu adoperata da due attori che muovevano le braccia, mentre dei burattinai manipolavano la testa e le mascelle. La raffigurazione della regina fu ben accolta, e il film vinse un Oscar per gli effetti speciali. I soffi e le urla della regina furono opera di James Cameron stesso. La regina tornò in Alien - La clonazione, ma con un colore più bruno-verdastro, conferendole un aspetto quasi da insetto. Questo colore fu abbandonato a favore del nero originale in Alien vs. Predator. In questo film, la regina venne ingrandita, ma con una corporatura più snella. Altri cambiamenti estetici includevano la rimozione dei "tacchi alti", l'aggiunta di ulteriori spine sulla testa, e lo snellimento dei fianchi, siccome non c'era più bisogno di usare attori nel costume.

#### Uovo
Le uova prodotte dalla regina sono oggetti carnosi alti un metro, con un'apertura a quattro lobi simili a petali. I lobi si aprono come un fiore quando un ospite potenziale si avvicina, e il facehugger all'interno si districa dall'uovo per avvinghiarsi al volto della vittima. Giger inizialmente voleva che le uova avessero un aspetto più vaginale, con vulve interne ed esterne. I produttori però dissentirono, credendo che un tale disegno avrebbe portato il film ad essere proibito nei paesi cattolici. Giger poi creò il design dei petali, notando che, visto da sopra, l'uovo avesse la forma "della croce che le persone nei paesi cattolici amano contemplare." L'interno dell'uovo fu composto di omento. Nei primi film, l'uovo rimase totalmente immobile, tranne quando si apriva, mentre in Alien - La clonazione, le uova vengono mostrate incresparsi prima di aprirsi, grazie a 25 punti di movimento invece di solo quattro come nei film precedenti.

#### Facehugger
Il facehugger (letteralmente "abbracciafaccia") è la prima fase nel ciclo vitale dello xenomorfo. È fornito di otto arti simili a dita e una lunga coda, permettendogli di fare balzi notevoli. Si tratta di un parassita che agisce attaccandosi al volto di una vittima facendo presa sul collo con la coda, per poi depositare un embrione nel suo torace. Secondo i libri Aliens Colonial Marines Tech Manual e Aliens The Weyland Yutani Report, il facehugger inocula un agente paralizzante per rendere inconscia la vittima. I tentativi di staccare un facehugger da una vittima spesso risultano letali, perché il parassita risponde stringendo ancor di più la gola della vittima con la coda, e il suo sangue acido rende rischioso tentare di ucciderlo. Una volta impiantato l'embrione, il facehugger si stacca dalla vittima e muore. Secondo il documentario AVP2: Science of the Xenomorph, viene ipotizzato che il facehugger, invece di depositare un embrione, impianti nell'ospite un virus che costringe le cellule di quest'ultimo a formare il chestburster.
Il disegno originale di Giger era di una creatura molto più grande della creatura finale, con occhi e una coda a spirale. In risposta ai commenti del regista, Giger ridusse notevolmente le sue dimensioni. Giger inizialmente voleva che il facehugger si attaccasse al casco del personaggio, ma Scott decise che avrebbe avuto più impatto se la forma del mostro fosse stata rivelata una volta tolto il casco. Fu deciso di dare al facehugger la capacità di corrodere il casco con l'acido, e il casco stesso fu ridisegnato più grande per permettere tale azione. Dan O'Bannon immaginava la creatura come una specie di piovra, ma cambiò idea dopo aver visto gli schizzi di Giger. Quando fu fabbricato il modello del facehugger, O'Bannon insistette che non fosse dipinto, pensando che la sua pelle, simile a quella umana, fosse già convincente. In Aliens - Scontro finale, Stan Winston diede ai Facehugger la capacità di correre. In Alien³, fu girata una scena che includeva un "super facehugger" che avrebbe contenuto l'embrione d'uno xenomorfo regina, ma fu scartata. Fece un'apparizione nel director's cut del film, ma non venne identificato.

#### Chestburster
Dopo l'impianto, il facehugger muore, mentre l'ospite si risveglia senza mostrare particolari sintomi oltre all'amnesia, il mal di gola e un appetito elevato. Se l'embrione è di una regina, appaiono sintomi come mancanza di fiato, epistassi, e debilitazione fisica. L'embrione assimila parti del DNA dell'ospite, che gli forisce così tratti fenotipici come il bipedalismo, il quadrupedismo, mandibole da Predator, e altre modifiche strutturali. Secondo il videogioco canonico Aliens: Colonial Marines, il chestburster assorbe i nutrienti nel corpo dell'ospite per formare una placenta che attecchisce agli organi vitali. Questo rende la rimozione chirurgica del chestburster letale per l'ospite, perché la placenta reagisce facendo collassare gli organi vitali. Nel corso di 1-24 ore, o persino settimane nel caso delle regine, l'embrione si libera uscendo violentemente dal torace dell'ospite.
Il chestburster originale fu disegnato dal regista Ridley Scott e fabbricato dall'artista Roger Dicken. Il disegno originale di Giger fu descritto come un "tacchino spennato degenerato", troppo grosso per poter crescere in una gabbia toracica. Il disegno di Scott fu deliberatamente reso più "fallico" nella forma. Il chestburster di Alien non aveva braccia, ma furono aggiunte in Aliens - Scontro Finale, per facilitare l'uscita dal torace. Questo concetto fu abbandonato in Alien - La clonazione e i film successivi.

#### Adulto
Gli xenomorfi assumono varie forme a seconda delle caratteristiche dei loro ospiti. La maggior parte degli xenomorfi visti sullo schermo vengono da ospiti umani, ma ci sono anche alcuni nati da altre specie. Lo xenomorfo adulto tipico, quello nato da un ospite umano, ha una fisionomia scheletrica e biomeccanica, di colore nero, grigio o bronzo. Il suo cranio è allungato, cilindrico, e privo di occhi visibili. Sono dotati di un esoscheletro che li protegge dalle condizioni ambientali più estreme e che sembra resistere alle armi più leggere. Ha quattro arti che ricordano lontanamente quelli umani, ed è in grado di spostarsi sugli arti posteriori, ma quando vuole muoversi velocemente o spostarsi nei condotti d'aria, saltare ostacoli e caricare il nemico, si muove da quadrupede. Fra le sue armi, ci sono una lunga coda segmentata fornita d'uno spuntone che usa come una "lancia" con cui trafigge le vittime, e una lingua fornita di mascelle zannute, che può snudare con forza sufficiente da frantumare un cranio umano o sfondare un torace. Dalla schiena sporgono quattro "tubi" di cui non si conosce la funzione. La sua temperatura corporea imita quella ambientale, rendendolo invisibile dalla termografia. Riesce ad aderire alle pareti e ai soffitti al punto di potervi camminare un po' come un insetto (ma non può farlo da bipede) e ha una forza sovrumana che gli permette di sfondare porte d'acciaio e di tener testa a un guerriero Yautja.
Elencati qui sono le varie forme alternative cinematografiche.

#### Il drago
Il drago (detto anche scherzosamente "Bambi burster", in italiano "spacca[torace] Bambi") fu introdotto in Alien³. La creatura condivide molti tratti anatomici con lo Xenomorfo tipico, ma è soprattutto di postura quadrupede, siccome lo era il suo ospite (un cane nella versione cinematografica del film e un bue nel director's cut). Nella sua forma Chestburster assomiglia ad una versione in miniatura dello xenomorfo adulto invece di un essere larvale, e gli mancano i tubi dorsali caratteristici dello xenomorfo tipico.

#### Neonato
In Alien - La Clonazione, la regina alla fine smette di covare uova e partorisce un ibrido umano-xenomorfo poiché clonata tramite geni umani. Fisicamente, il neonato è di carnagione biancastra, privo di esoscheletro, con una testa scheletrica ed una lingua simil-umana, ma gli manca la coda. Il neonato uccide la regina e considera il clone di Ellen Ripley come madre surrogata.
Il neonato venne inizialmente concepito da Joss Whedon come una creatura quadrupede priva di occhi, con vene rosse lungo la testa e un paio di mandibole da formica, che gli avrebbero conferito l'abilità di trattenere le vittime per poi risucchiargli il sangue. Questa idea fu scartata dal regista Jean-Pierre Jeunet che insisteva su una creatura più umana. Il naso e gli occhi furono aggiunti per dare alla creatura un livello di personalità assente negli altri xenomorfi. Il modello originale era fornito sia di un pene che di una vagina, ma furono scartati poiché considerati indecenti. Il pupazzo animatronico richiedeva nove burattinai essendo il modello più complesso del film.

#### Predalien
Questa variante, frutto di un facehugger che insemina uno Yautja, fece il suo debutto in un dipinto di Dave Dorman, per poi apparire nei videogiochi e nei fumetti. La sua prima apparizione cinematografica avviene in Alien vs. Predator nella forma di un Chestburster, per poi apparire come adulto nel sequel Aliens vs. Predator 2. Condivide molti tratti con lo Yautja essendo fornito di dreadlocks, mandibole e vocalizzi simili. Come lo xenomorfo tipico, si presenta fisicamente più forte del suo ospite. Il Predalien visto in Aliens vs. Predator 2 possiede anche la capacità di impiantare numerosi embrioni attraverso la gola delle vittime incinte.
Nel disegnare il Predalien, fu deciso di rappresentarlo come una creatura principalmente xenomorfa, con solo 10-15% dei suoi tratti riconducibili allo Yautja. Per differenziarlo ulteriormente dagli xenomorfi tipici, gli fu dato un colore simile a quello dello Yautja, con un petto giallastro maculato. Per insinuare che l'ibrido fosse infatti una regina immatura, gli scultori gli diedero una testa simile. I suoi dreadlocks furono fabbricati con la matrice usata per la coda della forma larvale del drago.

## Concezione e sviluppo
(Ash)

### Genesi del progetto
Un primo copione per il film Alien fu scritto da Dan O'Bannon e Ronald Shusett. O'Bannon intendeva scrivere il dirottamento verso un pianeta alieno di un'astronave da trasporto dal quale proveniva un misterioso segnale di SOS, con le conseguenti dinamiche dell'equipaggio. Decise in seguito di raffigurare la minaccia in un organismo alieno, ma gli mancava un modo originale per far sì che l'essere potesse salire a bordo della nave. Ispirato da un sogno, Shusett propose che l'alieno impiantasse un uovo nel corpo di un membro dell'equipaggio, per poi farlo emergere dal suo petto; questo divenne il tema centrale del film. O'Bannon, traendo ulteriore ispirazione dal ciclo vitale di certe vespe parassite, pensava che il simbolismo dello stupro orale omosessuale sarebbe stato il modo ideale per intimorire un pubblico maschile.
Ispirato dai racconti di Lovecraft, O'Bannon inizialmente concepì questi personaggi come creature civilizzate, aggressive soltanto allo stadio adolescenziale, per poi divenire miti e colte con l'età adulta. Questo primo abbozzo conteneva anche l'idea che le creature conservassero le loro uova in enormi piramidi, e che la riproduzione fosse talmente difficile per loro da richiedere un ospite esterno, tale da essere alla base della loro religione e della loro civiltà. Una volta resosi conto di quanto proibitiva sarebbe stata tale visione alla luce del budget ridotto, il concetto di una specie intellettualmente avanzata fu scartato a favore di una specie molto più primitiva, di fatto animalesca, così la piramide contenente le uova fu rimpiazzata con una nave stellare abbandonata.
Il titolo originale, Star Beast (bestia stellare) venne poi mutato in Alien, titolo che poteva fungere sia da sostantivo che da aggettivo. Per estensione divenne anche il nome della creatura.
Prima di scrivere il copione, O'Bannon lavorava in Francia per il regista cileno Alejandro Jodorowsky, durante il suo tentativo di girare un adattamento cinematografico del romanzo Dune di Frank Herbert. Nel progetto fu anche coinvolto l'artista svizzero Hans Ruedi Giger. Giger mostrò i suoi schizzi a O'Bannon, che rimase colpito. Prima di vedere le opere di Giger, O'Bannon aveva immaginato la creatura come un enorme bambino neonato deforme, ma infine consigliò al regista Ridley Scott di dare l'incarico di disegnare la creatura a Giger, convinto che fosse l'unico in grado di creare un mostro veramente originale.

### Design

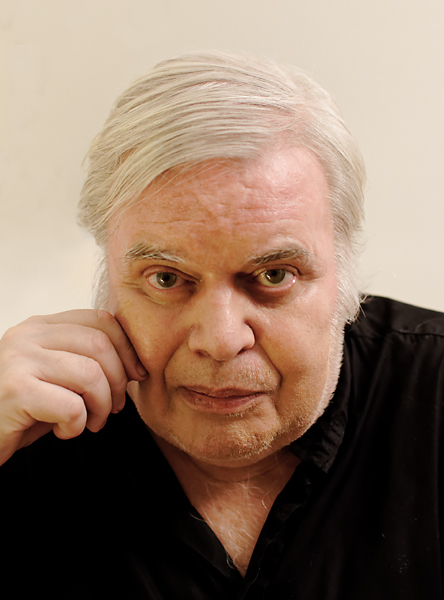
Hans Ruedi Giger, l'artista che disegnò l'alieno. Avrebbe poi tentato di contribuire nel ridisegnare la creatura in Alien³, ma i suoi design furono scartati, e avrebbe in futuro preso una linea critica riguardo alle revisioni estetiche della sua creazione nei film successivi.

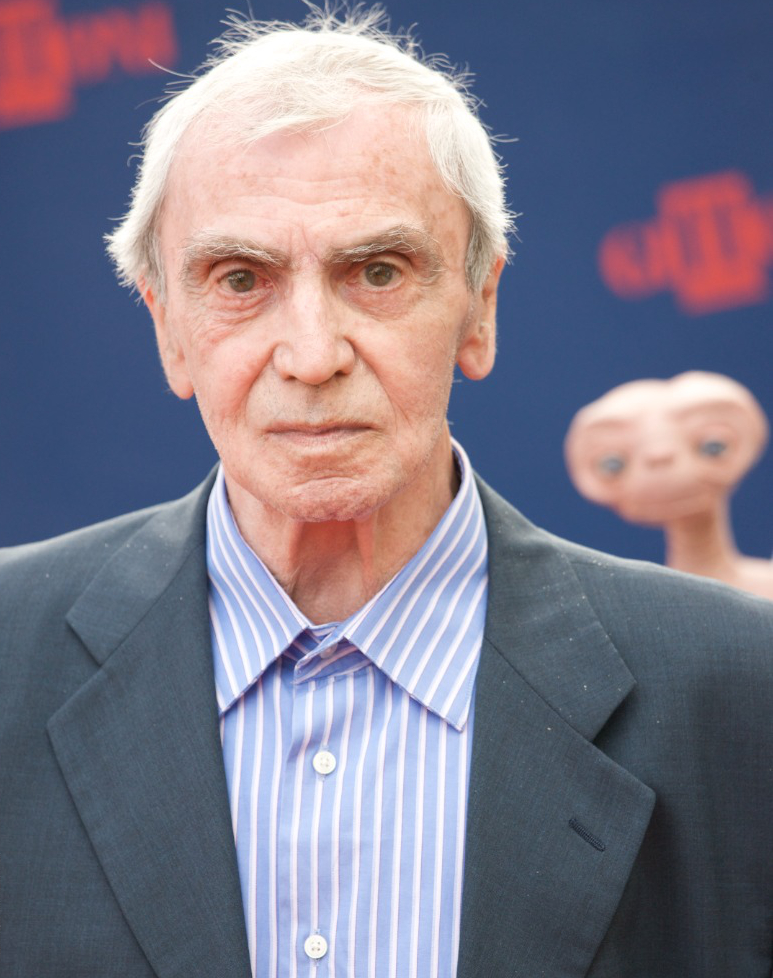
Carlo Rambaldi, il creatore del meccanismo della testa dello xenomorfo

Scott rimase affascinato dal lavoro di Giger dopo aver letto il suo libro litografico, Necronomicon ed il dipinto Necronom IV, divennero la base per definire l'aspetto della creatura, date le sue allusioni sessuali e l'ambiguità del suo genere. La 20th Century Fox esitò nel dare l'incarico a Giger, credendo che i suoi disegni fossero troppo disturbanti per il pubblico, ma cedette su insistenza di Scott. Giger propose di creare una creatura totalmente nuova, ma Scott insistette per basarlo sul Necronom IV, dato che, crearne una nuova, avrebbe impiegato troppo tempo. Giger infine disegnò non solo la creatura adulta, l'uovo e la larva, ma anche il pianeta alieno e la nave del "Fantino spaziale".
Giger concepì il personaggio come una creatura dai tratti vagamente umani, ma con una corazza che lo proteggesse dagli elementi esterni. Insistette nel non dargli occhi, dichiarando che così sarebbe stato più spaventoso, perché così non si poteva dire con certezza se ti guardava o meno. Incorporò nel design della creatura un paio di mascelle faringee interne, da usare come arma. Il design finale fu influenzato da una estetica da lui concepita chiamata "biomeccanica", una fusione tra organico e meccanico. Sulla schiena furono aggiunte delle "ciminiere" per nascondere ulteriormente il fatto che si trattasse d'un uomo in costume. Il prototipo fu creato con le componenti di una Rolls-Royce, delle costole e le vertebre di un serpente, tutte messe insieme con la creta. La testa animatronica contenente 900 elementi meccanici venne costruita da Carlo Rambaldi. Nel giustificare la lunghezza del cranio del mostro, Giger citò la necessità anatomica nell'avere spazio per la lingua allungata. Sia Giger che Rambaldi, nel 1980, avrebbero poi vinto l'Oscar per i migliori effetti speciali. Scott decise che l'alieno adulto doveva essere rappresentato da un uomo in costume. Inizialmente, furono incaricati degli acrobati di un circo, poi molteplici attori in un solo costume, ma non si dimostrarono abbastanza spaventosi. Decidendo che il mostro sarebbe stato più terrificante se avesse mantenuto dei vaghi tratti umani, Scott decise che la creatura doveva essere interpretata da un uomo altissimo e magro. Ispirato da una fotografia di Leni Riefenstahl, in cui la fotografa è accanto ad un nubiano alto 1,93 metri, Scott diede la parte all'artista grafico nigeriano Bolaji Badejo, che avrebbe poi partecipato a corsi di taijiquan per imparare a rallentare i suoi movimenti. I vocalizzi della creatura furono forniti da Percy Edwards.

### Versioni

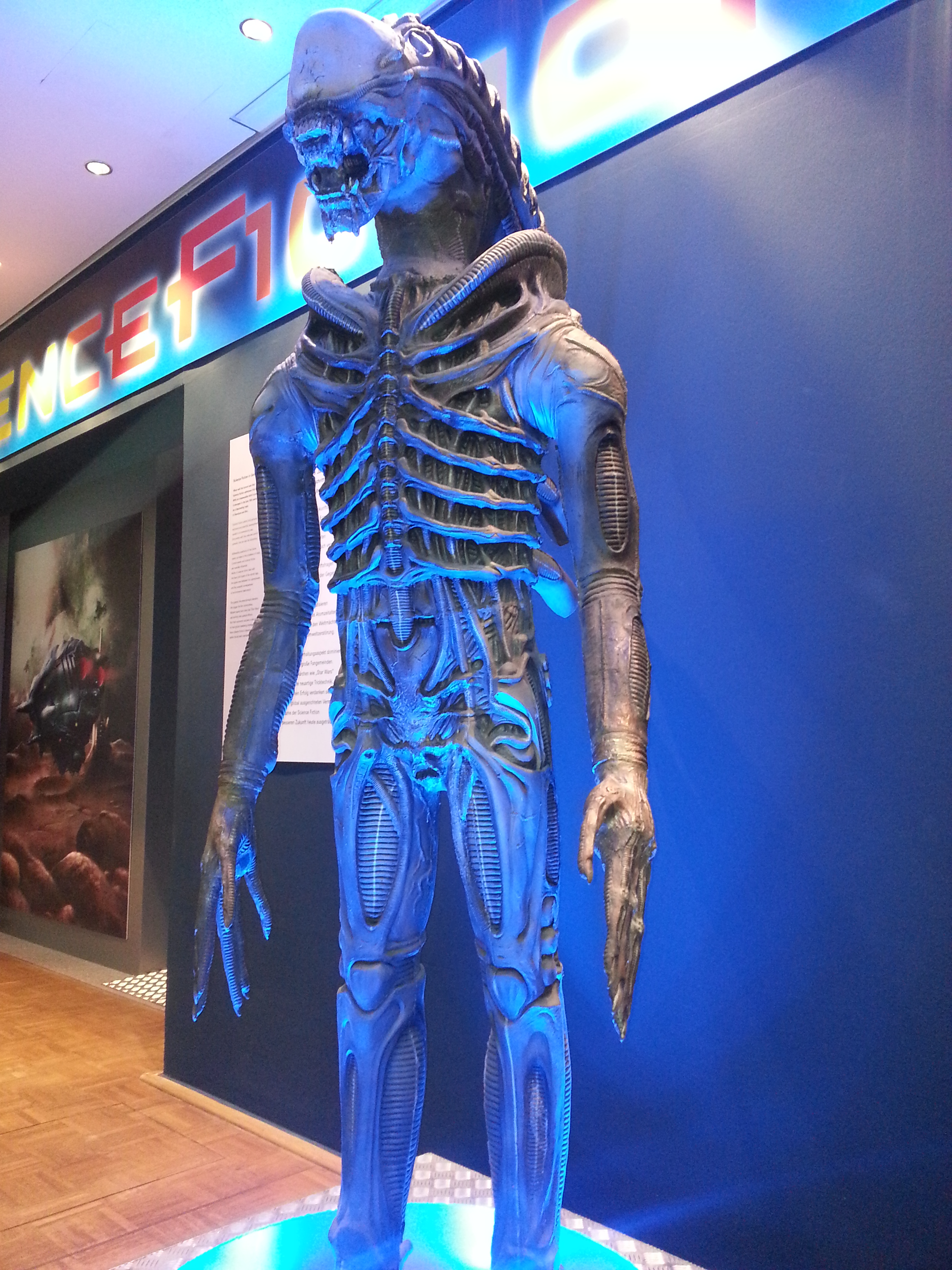
Replica d'uno dei costumi usati in Aliens - Scontro finale.

(Tom Woodruff Jr., interprete dello xenomorfo sull'esperienza di raffigurarlo)

#### Aliens - Scontro finale
Nel primo sequel, Aliens - Scontro finale del 1986, il regista James Cameron intendeva rimodellare il personaggio considerata la natura più bellica del suo film. L'incarico di aggiornare l'aspetto del personaggio fu affidato a Stan Winston in quanto Giger era impegnato sul set di Poltergeist II. Venne così eliminato il carapace liscio sulla testa perché Cameron temeva che si sarebbe frantumato durante le scene d'azione; inoltre preferiva un look più scheletrico che la rimozione del carapace conferiva alla creatura. Per mantenere ciò che Winston definiva "la minaccia cieca" della versione originale, gli furono tolti le orbite che si vedevano a malapena attraverso il carapace. Altre modifiche inclusero artigli più lunghi, piedi modificati per scalare i muri e speroni sui gomiti. Riconoscendo le limitazioni del costume utilizzato nel primo film, Cameron e Winston scelsero di semplificarlo, fabbricando calzamaglie di elastam con delle sporgenze incollate sopra. Questo permise agli stuntmen di muoversi con più agilità. A causa del budget limitato, lo studio poteva produrre solamente dodici costumi. Per le scene in cui le creature aliene vengono fucilate, furono usati dei modelli immobili riempiti di sangue finto e ricoperti di cariche pirotecniche. Per le scene ravvicinate, fu adoperato un robot con un torace articolato con una bocca mobile.

#### Alien³

Scultura del primo design per Alien³ creato da H.R. Giger

Per Alien³ nel 1992, il regista David Fincher voleva una versione della creatura più animalesca ed erotica delle precedenti, conferendo l'incarico di concepirlo di nuovo a Giger il quale, entusiasmato, produsse degli schizzi ed una scultura di una creatura quadrupede priva di tubi dorsali, con arti più lunghi e snelli e labbra seducenti. Per renderlo ancora più inquietante, gli conferì l'abilità di sfoderare lame dai polsi e di esprimere i suoi sentimenti attraverso dei suoni prodotti da valvole poste sulla pelle. Inoltre rimpiazzò le mascelle interne con una lingua allungata ricoperta di spine che avrebbe usato per lacerare le interiora delle vittime. I disegni di Giger risultarono troppo elaborati nel clima di development hell in cui si trovava la realizzazione del film, e, l'unico suo disegno che venne effettivamente poi realizzato per il film fu la forma larvale della creatura, modellata su Bambi per conferirgli un elemento di vulnerabilità. La Amalgamated Dynamics fabbricò una marionetta in stile bunraku per la versione da neonato, ma le scene in cui viene raffigurato questa marionetta furono tagliate dalla versione teatrale del film.
Il design finale della versione adulta fu reso più organico e meno biomeccanico delle creature precedenti, con una sfumatura marrone invece che nera, per fare sì che la creatura si mimetizzasse meglio nelle atmosfere del film. Sebbene Giger non svolgesse alcun ruolo nello sviluppo della creatura, il suo Necronomicon fu usato come fonte d'ispirazione per conferire allo xenomorfo il colore organico che mancava nei film precedenti. Come nel design scartato di Giger, furono eliminati i tubi dorsali in quanto avrebbero ostacolato l'articolazione della testa quando la creatura assumeva posture quadrupede. La forma adulta venne personificata da Tom Woodruff Jr. in costume e da una marionetta filmata contro un chroma key, mentre, per le scene ravvicinate, venne fabbricata una testa meccanica. Fu la prima volta che la versione adulta del personaggio venne interpretata attraverso un costume attillato risultando flessibile quanto quelli usati in Aliens - Scontro finale, permettendo a Woodruff di assumere posture quadrupedi; la testa di Woodruff fu contenuta nel collo del costume, siccome la testa dell'alieno era piena di elementi animatronici. Inizialmente Fincher voleva che lo xenomorfo fosse rappresentato da un whippet in costume, ma l'effetto fu considerato troppo comico.

#### Alien - La clonazione
Nel 4º capitolo della saga, Alien - La clonazione del 1997, gli xenomorfi furono rimodellati con un aspetto più feroce di quelli precedenti, incorporando tratti più angolari e una mascella più sporgente. Come nel film precedente, gli alieni furono resi meno biomeccanici nell'aspetto e più organici in quanto contaminati col DNA umano. Il regista Jeunet insistette nel dargli un colore bruno verdastro conferendogli un aspetto più da insetto. Il film introdusse per la prima volta dei tubi dorsali mobili. Le gambe furono rese come quelli dei digitigradi, dopo che Jeunet vide un modello in CGI. Tom Woodruff, Jr., che aveva personificato l'alieno nel film precedente, commentò che riteneva l'aspetto più canino. I movimenti subacquei furono ispirati da quelli delle iguane marine. Per rendere più naturale la loro capacità di nuotare, le code delle creature furono appiattite sulla base del pungiglione. Le mani furono ulteriormente modificate, con due dita centrali allungate e due pollici. Il film fu il primo della serie a rappresentare lo Xenomorfo a volte tramite la CGI, soprattutto per le scene in cui viene mostrato, sia il corpo intero, che le scene di nuoto. Hans Ruedi Giger criticò il nuovo aspetto della creatura, spiegando che l'originale fu disegnato con l'estetica in mente e che, in contrasto, quello nuovo «sembra letteralmente una merda».

#### Alien vs. Predator
In Alien vs. Predator, il design rimase più o meno identico al design del film precedente, ma le mani furono rese più grosse e robuste per renderli più formidabili durante le scene di lotta contro i Predator, il collo fu reso meno carnoso e più biomeccanico, il colore tornò ad essere nero, e gli arti posteriori tornarono ad essere plantigradi. Nel suo sequel, Aliens vs. Predator 2, gli xenomorfi furono modellati su quelli di Aliens - Scontro finale in omaggio a James Cameron, ma con tratti più snelli. Lo stuntman Tom Woodruff Jr. commentò che rappresentare lo xenomorfo in Aliens vs. Predator 2 fu il suo ruolo più difficile nei panni della creatura, siccome le riprese furono girate all'esterno durante l'inverno con pioggia artificiale costante che lo faceva tremare incessantemente di freddo, fino al punto da far riconsiderare la sua carriera.

#### Alien: Covenant
L'incarico di realizzare le creature in Alien: Covenant fu affidato alla Moving Picture Company, che rappresentò le creature attraverso il motion capture. Il design fu basato su quella d'un écorché, mentre i movimenti furono ispirati da quelli d'una mantide per l'agilità, una tigre per peso, e un levriero e una scimmia per i salti.

#### Alien: Romulus
Nel ridisegnare lo xenomorfo adulto per Alien: Romulus, l'artista Shane Mahan della Legacy Effects creò le componenti della creatura attraverso la stampa 3D, e incorporò nel design elementi visti in precedenza nella regina, come una vita stretta e una coda ossuta. Alla creatura fu anche data una struttura cutanea che suggeriva che il solo toccarla avrebbe provocato danni alla pelle. Le creature finali del film sono un'amalgamazione di un attore in costume, una marionetta in stile Bunraku e un modello animatronico alto due metri.

### Etimo
Alla creatura non viene conferito uno specifico nome, ma viene spesso riferito nei titoli di testa come "Alien". Nel suo film di debutto, viene chiamato "alieno" e "organismo". Viene anche chiamato "creatura", "serpente", "bestia", "drago", "mostro", o semplicemente una "cosa". Nel romanzo Aliens vs. Predator: Prey di Steve Perry, la specie viene nominata Kainde Amedha, che, nella lingua degli Yautja significa, "carne dura". Il termine "xenomorfo" viene prima usato in Aliens - Scontro finale, però in riferimento a qualsiasi organismo extraterrestre. Il termine fu poi usato erroneamente dai fan della serie per riferirsi alla creatura stessa, per poi essere riutilizzato nel director's cut di Alien³. Il nome binomiale della creatura è stata rappresentata nel DVD Alien Quadrilogy, come Internecivus raptus ("ladro assassino"), mentre nel fumetto Aliens versus Predator versus The Terminator, Linguafoeda acheronsis (lingua disgustosa di Acheronte).

## Accoglienza
(Carlo Bordoni)

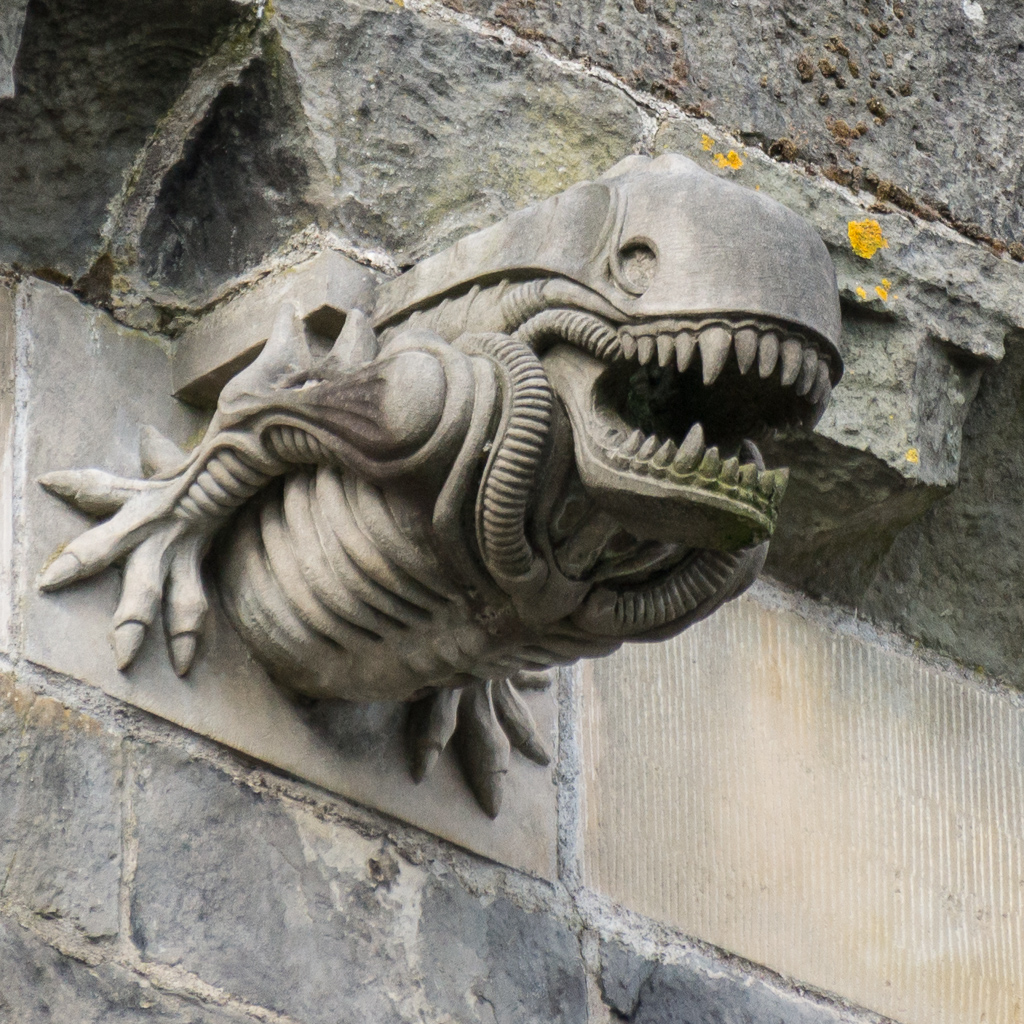
Gargolla sotto forma di Xenomorfo presso l'Abbazia di Paisley

- Il personaggio è stato ben accolto sia dai critici che dagli appassionati di fantascienza, diventando uno dei mostri cinematografici più noti. Il sito WatchMojo.com lo mise al primo posto nelle sue liste dei dieci alieni cinematografici più spaventosi,[75] e fra le dieci razze aliene meglio riuscite,[76] mentre l'American Film Institute gli assegnò il quattordicesimo posto nel suo elenco dei cento cattivi cinematografici più memorabili;[77] il sito IGN lo mise al diciassettesimo posto sulla sua lista dei cento miglior cattivi cinematografici.[78]

### Interpretazioni
- La scrittrice Ximena Gallardo nota come la combinazione di comportamenti e aspetti sessuali della creatura crea una «visione da incubo del sesso e della morte», notando come deve "stuprare" le vittime per propagarsi e il suo metodo di attacco con la mascella interna sia evocativa sia di un fallo che una vagina dentata.[6]
- Il filosofo Kevin S. Decker descrive come le sue abitudini siano reminiscenze delle malattie contagiose e che i loro alveari, fetidi e claustrofobici, rammentino i manicomi squallidi del XIX secolo.[8]
- Usando come punto di riferimento i primi tre film, lo scrittore Thomas Doherty interpretò la faida tra xenomorfi e l'eroina Ellen Ripley come simbolico d'uno stalker che, infine, riesce ad avere la meglio su una vittima femminile, malgrado la sua impavidità e assertività.[79]
- Toby Young, scrivendo per The Guardian, descrisse la creatura come un "incubo freudiano" che rappresenta il lato oscuro del patriarcato.[7]
- Per la rappresentazione della specie in Aliens - Scontro finale, certi scrittori hanno notato somiglianze nel conflitto tra gli alieni e i marines con la guerra del Vietnam, in cui una potenza imperialista tecnologicamente avanzata viene umiliata da orde di nemici primitivi ma determinati. Persino il nome denigratorio, "insetti", che i marines usano per gli xenomorfi ha echi nel conflitto vietnamita, in cui i Viet Cong furono battezzati gook.[9]
- James H. Kavanagh mise lo xenomorfo in un quadrato semiotico Greimasiano per dimostrare come la trama di Alien inquadra il concetto dell'umano. Ripley viene identificata come umana attraverso il significante {\displaystyle s}, mentre lo Xenomorfo è assegnato come {\displaystyle -s}, ovvero, anti-umano. L'androide Ash è il non-umano, mentre l'anti-non-umano, rappresentato con {\displaystyle {\overline {-s}}} è Jonsey il gatto.[80] Riguardo alla forma umanoide e biomeccanica della creatura, il sociologo Carlo Bordoni lo collega alla tecnofobia contemporanea.[74]

### Derivativi e parodie
L'aspetto innovativo della creatura è stata fonte d'ispirazione per numerosi mostri del cinema, dei videogiochi (ad esempio Contra e Metroid.) e delle figurine. Il chitarrista Chris Stein, un amico di Giger, ipotizzò che ci fossero "100 000" mostri giocattoli che imitano lo xenomorfo, e che i manga horror giapponesi utilizzino troppo creature dalle stesse sembianze. Tra i film che presero ispirazione dal mostro ci sono Galaxina, Space Vampires, Saturn 3, The Intruder Within, Invaders, Videodrome, Deep Space, Contamination, Xtro - Attacco alla Terra, Captain EO, Inseminoid - Un tempo nel futuro, Forbidden World e Scared to Death. Almeno due nemici di Godzilla sono stati influenzati dal design dello Xenomorfo: Destoroyah e i MUTO.
La forma chestburster dello xenomorfo fece un'apparizione nel film parodia di Mel Brooks Balle spaziali, in cui si districa di nuovo dal torace di John Hurt, per poi indossare una paglietta e cantare. Nel 2015 la 20th Century Fox approvò la stampa di Alien Next Door, un libro parodico di Joey Spiotto, che rappresenta il lato più amichevole dello xenomorfo. Gli schizzi di Spiotto furono notati da Hans Ruedi Giger, che lo contattò con una proposta di scrivere libri per bambini sulla creatura, ma morì prima d'iniziare il progetto.

## Filmografia
Serie principale
- Alien (1979, regia di Ridley Scott). Nel 2122, una covata di uova di xenomorfo viene rinvenuta da una nave Ingegnera derelitta sul planetoide LV-426. Un esemplare di facehugger infetta un membro dell'equipaggio della nave stellare Nostromo, e lo Xenomorfo risultante procede ad uccidere l'equipaggio sotto la protezione segreta di Ash, un androide che intende consegnarlo alla divisione di armi biologiche della Weyland-Yutani. La creatura infine viene spazzata via nello spazio dalla unica superstite, Ellen Ripley.[37]
- Aliens - Scontro finale (1986, regia di James Cameron). 57 anni dopo gli eventi di Alien, la colonia Hadley's Hope, stabilitasi su LV-426, scopre il relitto, ma viene sopraffatta dalle orde di Xenomorfi e dalla loro regina. Un gruppo di Marines Coloniali, accompagnati da Ellen Ripley, cerca di intervenire, ma sono ostacolati dai tentativi di esportare esemplari di xenomorfo da un esecutivo della Weyland Yutani. Infine, Ripley, insieme agli ultimi superstiti della spedizione e la colonia, fa esplodere il reattore della colonia, ponendo fine alla minaccia xenomorfa.[28]
- Alien³ (1992, regia di David Fincher). Il modulo di salvataggio su cui Ripley e gli altri superstiti sono entrati in criostasi viene espulso sul pianeta penitenziario Fiorina-161. Viene scoperto successivamente che il modulo conteneva un facehugger che infettò un cane (o un bue nella versione Assembly Cut) e Ripley stessa, l'ultima come ospite d'una regina. Dopo aver ucciso lo xenomorfo cane con l'aiuto dei penitenziari, Ripley si suicida per impedire alla Weyland Yutani Corporation d'impossessarsi della regina.[10]
- Alien - La clonazione (1997, regia di Jean-Pierre Jeunet). 200 anni dopo gli eventi su Fiorina-161, la regina viene clonata insieme al suo ospite Ripley dai Sistemi Uniti sulla nave stellare Auriga. La regina presto comincia a produrre uova, e una nuova stirpe di xenomorfi viene creata attraverso l'utilizzo di penitenziari come ospiti. Gli xenomorfi però si liberano, e la regina dà nascita a un ibrido xenomorfo-umano. Gli xenomorfi clonati vengono successivamente sterminati facendo schiantare l'Auriga sulla Terra.[26]

Serie prequel
- Prometheus (2012, regia di Ridley Scott). Nel 2093, decenni prima degli eventi di Alien, viene scoperta una scultura di xenomorfo dentro un tempio sulla luna LV-223 dall'equipaggio della nave stellare Prometheus, seguendo le coordinate stellari rinvenute dalle scritture di varie culture antiche terrestri non collegate, in base all'ipotesi che siano un invito da parte degli "Ingegneri" responsabili per la creazione dell'umanità.[88]
- Alien: Covenant (2017, regia di Ridley Scott). Dieci anni dopo gli avvenimenti su LV-223, un gruppo di colonizzatori della nave coloniale Covenant finisce sul pianeta degli Ingegneri il quale è stato devastato dal fluido mutageno nero rilasciato dal droide David 8, il quale poi a seguito di esperimenti sulle creature nate da questa infezione ha creato una forma "primitiva" di xenomorfi, il Neomorfo.

Midquel
- Alien: Romulus (2024, regia di Fede Álvarez). Nel 2142, lo xenomorfo incontrato dall'equipaggio della Nostromo viene localizzato dalla Weyland-Yutani e trasportato nella stazione spaziale Renaissance, dove gli viene estratto il DNA allo scopo di conferire ai futuri coloni interplanetari una superiore resistenza biologica negli ambienti ostili.

Serie crossover (Alien vs. Predator)
- Alien vs. Predator (2004, regia di Paul W. S. Anderson). Nel 2004, una regina xenomorfa incatenata in una piramide costruita dagli Yautja sull'Isola Bouvet comincia a covare uova quando una spedizione della Weyland Corp e un gruppo di guerrieri Yautja infiltrano la sua dimora. Gli Xenomorfi risultanti uccidono tutti i membri della spedizione e i guerrieri tranne due. Il superstite Yautja fa collassare la piramide con una bomba, ma la regina riesce a fuggire e a ucciderlo prima di perire nelle acque ghiacciate. Il cadavere dello Yautja viene recuperato dai suoi compagni e portato su un'astronave, dove un Predalien si districa dal suo torace.
- Aliens vs. Predator 2 (2007, regia di Greg e Colin Strause). Il Predalien massacra gli Yautja e fa precipitare la nave su Gunnison in Colorado. Il Predalien sopravvive insieme a delle uova, che presto si schiudono e cominciano ad infettare gli abitanti della città. Uno Yautja veterano si reca sul luogo per porre fine all'infestazione, culminando con una lotta all'ultimo sangue col Predalien. Entrambi i due periscono quando la città viene distrutta da un ordigno nucleare.

Film non ufficiale
- Alien 2 - Sulla Terra (1980, regia di Ciro Ippolito).[89] Alcune uova aliene vengono trasportate tramite una nave spaziale presso San Diego. Una delle uova viene raccolta da alcuni speleologi, e si schiude in una caverna, dove procede ad uccidere tutti i membri della spedizione tranne due. Una volta fuggiti alla superficie, il duo scopre che le altre uova si sono schiuse e che le creature hanno sterminato la popolazione umana. In questo film, lo Xenomorfo viene rappresentato come un parassita tentacolato mutaforme che nasce da uova azzurre e si incuba nei corpi umani per poi emergere dalle loro facce ed ottenere la forma adulta. L'adulto tenta poi di assimilare le altre forme di vita per meglio adattarsi all'ambiente circostante. La creatura fu realizzata attraverso la trippa, un'idea proposta da Mario Bava.[90] Alle prese con i problemi di budget, all'inizio delle riprese Ippolito incaricò un attrezzista di nome Bombardone di andare a comprare la trippa, posizionandola poi intorno all'obiettivo al fine di creare l'illusione che la cinepresa fosse l'occhio del mostro.[91] Per rendere l'effetto realistico, la carne veniva fatta tremolare come fosse effettivamente parte di un organismo vivente grazie a delle pompe mediche.[91] Così facendo venne creata la "soggettiva" del mostro.[92] Gli effetti speciali furono realizzati in una cantina di Roma dove però, a causa delle innumerevoli urla sia maschili sia femminili che si udivano e del forte odore di carne putrida che fuoriusciva dallo scantinato, i coinquilini chiamarono la polizia, la quale arrestò tutta la troupe cinematografica per sospetto di omicidio e occultamento di cadavere.[93][94] Gli effetti sonori del mostro vennero realizzati mischiando un rantolo e una registrazione audio del tecnico di scena Alberto Tinebra mentre russava.[93]

## Altri media

### Fumetti e libri
Oltre ai film, gli Xenomorfi appaiono nei libri e fumetti di Alien, nella serie di romanzi di Aliens vs. Predator e nei videogiochi ispirati alla serie. Oltre agli Yautja (Predator), in alcuni fumetti gli xenomorfi si sono scontrati anche con personaggi di altri media franchise come Batman, Superman, il Corpo delle Lanterne Verdi, il Giudice Dredd, il Terminator, Witchblade, Tenebra, Buffy Summers, Vampirella, i Vendicatori (Avengers) e Venom.

### Cortometraggi
Gli xenomorfi appaiono anche nel fan film cortometraggio crossover Batman: Dead End.

### Videogiochi
- Aliens: Colonial Marines (2013): Contemporaneamente agli eventi di Alien³, un altro gruppo di Marines Coloniali si reca verso LV-426 per poi scoprire che la Weyland-Yutani sta allevando Xenomorfi in un laboratorio costruito presso il relitto alieno.
- Alien: Isolation (2014): Quindici anni dopo gli eventi di Alien, l'equipaggio della nave di salvataggio Anesidora si reca su LV-426 nel tentativo di trovare la Nostromo. S'imbatte nel relitto alieno, e un membro dell'equipaggio viene infettato da un facehugger. Viene trasportato sulla stazione spaziale Sevastopol, dove nasce lo xenomorfo. All'interno della stazione la creatura riesce a nidificare e riprodursi, protetta segretamente dall'intelligenza artificiale della struttura per ordine della Weyland-Yutani. Gli eventi si concludono con la distruzione della stazione e la morte di tutte le persone a bordo eccetto Amanda Ripley.
- Mortal Kombat X (2015): Lo Xenomorfo viene inserito come personaggio giocabile DLC nel famoso videogioco picchiaduro. Lo xenomorfo qui riduce il malvagio Dio Anziano caduto Shinnok a brandelli per poi tornare al suo nido nel Regno Esterno, che si sta espandendo grazie alle vittime mietute tra le varie specie. L'imperatore Kotal Kahn tenta un attacco per fermare l'invasione, ma fallisce e viene ucciso lui stesso. Gli xenomorfi conquistano così il Regno Esterno.
- Dead by Daylight (2016): Lo Xenomorfo viene inserito come killer giocabile appartenente in un DLC dedicato alla serie di Alien.
- Aliens: Fireteam Elite (2021): Ventitré anni dopo gli eventi di Alien³, una squadra di marine deve contenere la minaccia degli xenomorfi in continua evoluzione dopo gli esperimenti della Weyland Yutani su LV-895 e sulla sua orbitante raffineria spaziale Katanga.
- Aliens: Dark descent

Vent'anni dopo gli eventi narrati in Alien 3 dei marines coloniali dovranno affrontare degli xenomorfi sulla luna di Lethe.